# Øystein Ore

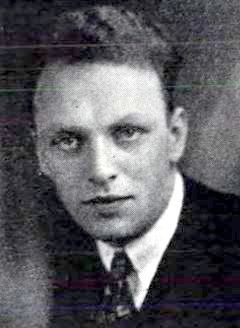
Øystein Ore

Øystein Ore, född 7 oktober 1899, död 13 augusti 1968, var en norsk matematiker.
Ore blev filosofie doktor i Oslo 1924 och var därefter från 1927 professor vid Yale University och från 1930 medredaktör i Annals of mathematics. Han utgav värdefulla arbeten inom talteorin.